# Политический кризис в Бурунди (с 2015)
Протестные акции и демонстрации в Бурунди начались 26 апреля 2015 года после сообщений о том, что действующий президент Бурунди Пьер Нкурунзиза собирается баллотироваться на третий срок на предстоящих президентских выборах в данном государстве.

## Ход событий
По мнению протестующих и критиков Нкурунзизы, продление его президентского срока ставит под угрозу мирное соглашение, подписанное в 2005 году после завершения в Бурунди межэтнической гражданской войны. Кроме того, по мнению местной оппозиции, третий пятилетний срок Пьера Нкурунзизы будет противоречить Конституции Бурунди, хотя Верховный суд этого государства утвердил право президента выставлять свою кандидатуру в очередной раз. Надо сказать, что Бурундийская Конституция действительно предусматривает только два президентских мандата, однако, по мнению Нкурунзизы, на первый срок он был избран не всеобщим голосованием, а парламентским, и поэтому этот срок, якобы, нельзя учитывать.
Власти Бурунди пригрозили протестующим суровыми наказаниями, а также заявили, что считают антиправительственных демонстрантов «преступниками, террористами и врагами страны». Около 600 протестующих были арестованы, десятки тысяч жителей (в том числе верховный судья Бурунди Силвере Нимпагаритсе) бежали из страны. В ходе столкновений с властями погибли по меньшей мере 19 человек, несколько десятков человек ранены.
Политические убийства и гуманитарные последствия кризиса
Первое громкое убийство в ходе противостояния оппозиции и пропрезидентских сил произошло 23 мая. Тогда был убит лидер одной из оппозиционных партий Союз за мир и развитие Зеди Ферузи.
7 сентября был убит генеральный секретарь этой партии Патрис Гахунгу. 3 августа было совершено покушение на известного бурундийского правозащитника Пьера-Клавера Мбонимпу. Получив ранение, он был госпитализирован, а затем уехал на лечение в Бельгию. 6 ноября со следами побоев был найден мертвым сын правозащитника Велли Нзитонда.
Среди жертв политических убийств есть видные представители силовых структур, в том числе один из главных соратников президента Нкурунзизы генерал Адольф Ншимиримана. 11 сентября было совершено покушение на начальника генерального штаба армии генерала-майора Прима Нийонгабо, в результате которого были убиты четверо его телохранителей.
Всего с начала протестов от насилия погибли более 200 человек. Около 200 тыс. бурундийцев покинули страну. Основной поток беженцев устремлен в соседние страны — Руанду, Танзанию и Демократическую Республику Конго.
Протесты в Бурунди 2015 года считаются крупнейшими антиправительственными мероприятиями в этой стране со времён окончания там гражданской войны. Как отмечается в некоторых источниках, большинство участников протестов принадлежат к этническому меньшинству тутси (сам президент принадлежит к народности хуту).
13 мая генерал-майор Годфруа Нийомбаре заявил о военном перевороте, военные окружили здание телерадиокомпании и заявили об отстранении Нкурунзизы от власти. Сами же власти заявляют, что президент во время «переворота» находился в Танзании. 15 мая было объявлено, что бурундийские военнослужащие арестовали генерала Годфруа Нийомбаре, попытавшегося свергнуть президента, а ранее также были арестованы три генерала-мятежника. Однако позднее пресс-секретарь президента опроверг утверждение об аресте Нийомбаре.
Выборы
В связи с беспорядками в стране правительство Бурунди вынуждено было несколько раз переносить выборы. Первоначально намеченные на 26 мая парламентские выборы состоялись лишь 29 июня. Большинство мест в Национальной ассамблее получила правящая партия НСЗД-СЗД (77 мест), представляющая радикальную оппозицию коалиция «Амизеро й’Абарунди» («Надежда бурундийцев») заняла второе место (21 мандат). На президентских выборах, состоявшихся 21 июля, победу, как и ожидалось, одержал Пьер Нкурунзиза (69,4 %).

## Итоги
Пьер Нкурунзиза в третий раз одержал победу на прошедших 21 июля 2015 года президентских выборах, получив 69,41 % голосов. Местный оппозиционный лидер Агатон Рваса отказался признать победу действующего президента страны Нкурунзизы и потребовал проведения повторного голосования.
Президент США Барак Обама во время своей рабочей поездки по Африке в июле 2015 года привёл Пьера Нкурунзизу в качестве примера того, как руководитель страны своим отказом сложить полномочия после второго срока приводит к беспорядкам и волнениям в стране.

## Реакция

### Внутренняя
Президент Бурунди Пьер Нкурунзиза в официальном послании выразил соболезнования семьям погибших и попросил своих сограждан соблюдать спокойствие и не нарушать законы страны, а также призвал ряд международных организаций, таких как ООН, Европейский союз, Восточноафриканское сообщество, засвидетельствовать избирательный процесс в Бурунди на предстоящих выборах. Кроме того, Нкурунзиза заявил, что возобновление его нынешнего президентского срока не противоречит 228-й статье Конституции Бурунди, регулирующей избирательное право, объясняя это тем, что в первый раз он был избран парламентом, а не избирателями.

### Международная
- ООН: Генеральный секретарь Организации Объединённых Наций Пан Ги Мун призвал власти Бурунди «провести немедленное расследование обстоятельств смертей, произошедших во время недавних демонстраций, и привлечь виновных к ответственности»[23]. Представители ООН способствовали также проведению переговоров между бурундийскими властями и оппозицией[24].
- Россия: На заседании Совета Безопасности ООН представитель России Виталий Чуркин призвал не вмешиваться во внутренние дела Бурунди, поскольку, как отметил политик, чьё-либо участие в конституционных спорах внутри суверенных государств противоречит Уставу ООН[25].
- США:
  - Государственный секретарь США Джон Керри выразил «глубокую обеспокоенность» ситуацией в Бурунди[7].
  - Постпред США при ООН Саманта Пауэр заявила, что Америка готова к применению санкций против тех, кто провоцирует насилие в Бурунди. Она отметила, что «любое дальнейшее насилие может привести к необратимым последствиям»[26]. Предложение о введении санкций было поддержано представителями некоторых западных стран, в то время как российская делегация заявила, что перед составлением санкционных списков «нужно проконсультироваться с Москвой»[27].
- Руанда: Правительство Руанды выступило с заявлением по поводу ситуации в соседней стране, заявив, что «Руанда призывает правительство Бурунди принять срочные необходимые меры для обеспечения защиты населения, остановить ухудшение гуманитарной ситуации и восстановить мир»[28].

## Беженцы
К 6 мая 2015 года Организация Объединенных Наций сообщила, что 40 000 человек бежали в поисках безопасности в соседние Руанду, Демократическую Республику Конго и Танзанию . К 13 мая бежало не менее 10 000 человек. 14 мая ООН заявила, что более 70 000 человек бежали из страны.  18 мая 2015 г. цифра была пересмотрена до 112 000 беженцев и лиц, ищущих убежища.
К 22 мая 2015 года среди беженцев в Танзании разразилась эпидемия холеры , от которой пострадало более 3000 человек. По меньшей мере 31 беженец в Танзании умер от этой болезни, и каждый день выявлялось от 3 до 500 новых случаев.
В феврале 2017 года Организация Объединенных Наций заявила, что 380 000 беженцев бежали из Бурунди, в основном укрываясь в соседней Танзании.
По состоянию на февраль 2018 года УВКБ ООН сообщило, что 428 000 беженцев бежали из Бурунди в соседние страны.